# Anthony & Joseph Paratore
Anthony & Joseph Paratore nennt sich ein international bekanntes Klavierduo, das aus den Brüdern Anthony Paratore (* 17. Juni 1944) und Joseph Paratore (* 19. März 1948) besteht. Die Pianisten spielen einen großen Teil des Repertoires für zwei Klaviere und Klavier zu vier Händen, auch Werke mit Orchester und Arrangements von Orchesterwerken.

## Karriere
Anthony und Joseph Paratore wurden in Boston in eine musikalische Familie italienischer Herkunft geboren. Sie studierten mit Stipendien an der Boston University und der Juilliard School, dort bei Rosina Lhévinne. Anthony schloss das Studium in Boston 1966 ab, Joseph 1970. Jeder begann zunächst eine solistische Laufbahn. Joseph debütierte als 17-Jähriger mit dem Boston Symphony Orchestra, Anthony spielte in Südamerika. Ihre Lehrerin in New York hatte sie gedrängt, als Duo zu spielen, denn sie hatte beobachtet, wie sie zusammen zu atmen schienen („gave the impression of breathing together“).
1974 gewannen sie den ersten Preis beim Internationalen Musikwettbewerb der ARD, als erstes Klavierduo überhaupt.
1987 spielten sie die Uraufführung von Alban Bergs Fassung für zwei Klaviere von Arnold Schönbergs 1. Kammersymphonie op. 9, die zur Zeit ihrer Entstehung als zu schwierig galt. Sie nahmen das Werk auf, zusammen mit Bergs Transkription seines eigenen Streichquartetts op. 3.
1988 spielten sie in Schloss Johannisberg eines der 19 Konzerte des ersten Rheingau Musik Festivals. Am 27. August standen auf dem Programm die Sonate für zwei Klaviere in f-Moll, op. 34b, von Johannes Brahms, die er später zu seinem Klavierquintett erweiterte, Debussys Prélude à l’après-midi d’un faune in einer Bearbeitung des Komponisten, Arrangements von Auszügen aus Gershwins Porgy and Bess sowie seine Rhapsody in Blue. Unter den Zugaben war die Bearbeitung der Pianisten des Finales aus Karneval der Tiere, das bei weiteren Konzerten im Schloss auf Wunsch von Tatiana von Metternich häufig wiederholt wurde.
1992 richteten sie an der Boston University ein Stipendium für hochbegabte Musikstudenten ein, die Stiftung „Paratore Brothers Scholarship Fund“.
Das Duo kehrte fast jedes Jahr zum Rheingau Musik Festival zurück, 2001 mit einem Programm, das vor allem die Bearbeitung eigener Werke mehrerer Komponisten zeigte, Strawinskis Le sacre du printemps, Ravels Rapsodie espagnole und Debussys Prélude à l’après-midi d’un faune, und das mit Darius Milhauds Scaramouche schloss. Die Pianisten nahmen Werke ihres Freundes Dave Brubeck im Jahr 2001 auf, die Ballettsuite Points on Jazz und Four By Four, das ursprünglich Centennial Suite hieß, als es 1949/50 komponiert wurde. Ein Konzertprogramm stellte 2004 Werke von Brubeck und Bach gegenüber, es wurde live aufgezeichnet. Mit dem Bach-Collegium München, geleitet von Russell Gloyd, spielten sie Bachs Concerto, BWV 1060, und Brubecks Points on Jazz in einer Fassung mit Orchester. In der zweiten Programmhälfte wirkte das Dave Brubeck Quartet mit in Werken wie Brandenburg Gate, das auf die Brandenburgischen Konzerte anspielt.
2012 traten sie beim 25. Rheingau Musik Festival in der Reihe „Wegbegleiter“ auf. Sie spielten im Kurhaus Wiesbaden in einem Kindersinfoniekonzert Ravels Ma mère l’oye und Saint-Saëns' Der Karneval der Tiere mit den Dresdner Kapellsolisten, die verbindenden Worte von Loriot sprach Rufus Beck.

## Neue Musik
Manfred Trojahn komponierte in ihrem Auftrag 1982 La folia / Musik für zwei Klaviere, uraufgeführt bei den 32. Berliner Festwochen am 16. September 1982. Wolfgang Rihm komponierte für sie 1985 Maske für zwei Klaviere, das sie in Badenweiler am 8. März 1986 erstmals aufführten. In ihrem Auftrag schrieb William Bolcom seine Sonata for Two Pianos, die sie 1994 zur Uraufführung brachten.

## Preis
1974: Internationaler Musikwettbewerb der ARD, erster Preis